# Minerva (Zeitschrift)
Die Minerva – Ein Journal historischen und politischen Inhalts war eine deutsche Monatszeitschrift, die 1792 in Hamburg von dem ehemaligen preußischen Offizier Johann Wilhelm von Archenholz gegründet wurde. Sie bestand bis 1858 und wurde vor allem vom Bildungsbürgertum und liberalen Mitgliedern des Militärs gelesen.

## Geschichte
Archenholz, der bereits seit den 1760er Jahren als Reiseschriftsteller und Journalist tätig war, gründete die Minerva vor allem deshalb, um den deutschen Lesern Informationen von der Französischen Revolution zu liefern. Als Vorlage diente ihm die Teutsche Chronik seines Freundes Christian Friedrich Daniel Schubart. Die Auflage betrug bis zu 6.000 Exemplare, was für die damalige Zeit sehr hoch war. Hamburg als Erscheinungsort wählte er, weil dort eine vergleichsweise milde Zensur herrschte.
Archenholz begeisterte sich anfangs für die Ideale der Revolution und war 1791 nach Paris gereist, um sich selbst ein Bild zu machen, änderte aber seine positive Einstellung nach den Ausschreitungen von 1793. In der Minerva kamen in der Folge mehr und mehr auch andere Themen zur Sprache. Archenholz erklärte, er wolle seinen Lesern „die neueste Geschichte aller Länder soweit sie für das aufgeklärte Volk von Interesse ist“ bieten. Etwa ein Viertel der Texte schrieb er selbst, für die anderen gewann er teils namhafte Literaten und Militärs, die er auf seinen zahlreichen Reisen kennengelernt hatte. Da die meisten Texte aber nur mit Initialen gekennzeichnet sind, sind die Autoren kaum zu identifizieren. Während der französischen Besatzung von Hamburg unterlag die Minerva dann der Zensur und enthielt kaum noch kritische Aussagen über Frankreich. Der französische Diplomat und Gesandte Louis Antoine Fauvelet de Bourrienne allerdings schrieb in seinen Memoiren, Archenholz habe sich nicht gutwillig gefügt.
Im Jahr 1809 gab Archenholz aus Altersgründen die Herausgeberschaft an Friedrich Alexander Bran ab, einen beliebten Schriftsteller und Herausgeber der Nordischen Miszellen. Im April 1810 wurde Bran auch Besitzer der Minerva. Die Bedeutung der Politik in der Zeitschrift nahm aufgrund der Auflagen der französischen Behörden in der Folgezeit rapide ab. Gleichwohl gelang es Bran sehr erfolgreich die Zeitschrift zu leiten. Nach Brans Flucht aus Hamburg übernahm von Archenholz zeitweilig wieder die Leitung der Zeitschrift. Von Oktober 1831 bis 1857 gab dann Brans Sohn Friedrich Johann Carl die Zeitschrift heraus. 1858 erschienen noch zwei Bände unter seiner Leitung als „neue Folge“.

## Erscheinungsbild und Inhalte
Die Minerva erschien monatlich und umfasste jeweils knapp 200 Seiten. Ihr Format war sehr handlich (etwas größer als DIN A6), das Lay-out aber extrem schlicht. Das Blatt enthielt nur fortlaufende, teils sehr lange Texte ohne Bilder oder Schmuckelemente. Der Inhalt bestand aus sachlichen, politischen Erörterungen, davon abgesetzten Kommentaren, detailgetreuen Kriegsberichten, historischen Abhandlungen über die Geschichte verschiedener Länder sowie einigen Literaturrezensionen und Gedichten. Besonders bemerkenswerte politische Kommentare schrieb Graf v. B…, „ein Staatsmann, der in der Einsamkeit lebt“. In der Jenaer Allgemeinen Literaturzeitung wurde die Minerva 1794 als „bestes periodisches Blatt“ bezeichnet.
Archenholz hatte ein für die damalige Zeit erstaunlich modernes Presseverständnis. Er stellte der Minerva das englische Motto „To show the very age and body of the time, its form and pressure“ voran – frei übersetzt: Das Zeitgeschehen so darstellen, wie es wirklich ist. Archenholz bemühte sich um eine strenge Unparteilichkeit und eine Trennung von Nachricht und Meinung, wie sie in Deutschland erst nach dem Zweiten Weltkrieg allgemein üblich wurde. Er informierte seine Leser über Dinge, die sie nicht wissen konnten, weil sie nicht am Ort des Geschehens waren oder ihnen die Vorkenntnisse fehlten, aber er versuchte nicht, ihnen eine Meinung zu „verkaufen“. Zu einigen, vor allem aktuellen politischen Themen hielt er seine eigenen Ansichten aber nicht hinter dem Berg, sondern verpackte sie in ironische Vor- und Nachbemerkungen, bzw. Fußnoten zu den Artikeln – dies vor allem dann, wenn seine Gastautoren weniger unparteilich waren als er selbst. Wenn es um besonders brisante Themen ging, machte er seine Zeitung zu einem regelrechten Diskussionsforum. Die Debatte über die preußische Niederlage in der Schlacht bei Jena und Auerstedt zog sich zum Beispiel über Jahre hin. Dabei druckte er auch Verteidigungsschriften der Festungskommandanten an Oder und Neiße, obwohl er ihnen persönlich wegen ihrer „feigen“ Preisgabe der Festungen die Hauptschuld an dem Desaster gab.
Archenholz schätzte den Wert seiner Zeitschrift für die Forschung sehr hoch ein: „Man hat das Journal Minerva oft als ein großes Magazin der wichtigsten Schriften und Documente zur Geschichte der Revolutions-Epoche bezeichnet. (...) In dieser Hinsicht kann man wohl sagen, daß den künftigen Geschichtsforschern gegenwärtige Zeitschrift  unentbehrlich seyn muß:, da vieles darin aus den ersten Quellen ist: von Machthabern und ihren Gehülfen von revolutionären Haupt-Acteurs und von Augenzeugen; da sie ferner so vieles Ausführliche, ja so manches historische Kleinod enthält, und man mehrere wichtige Flugblätter darin deutsch übersetzt aufbehalten hat, wovon die Urschriften ganz verloren gegangen sind.“